# Ascionana bassiana
Ascionana bassiana är en kräftdjursart som beskrevs av Just och Wilson 2004. Ascionana bassiana ingår i släktet Ascionana och familjen Paramunnidae. Inga underarter finns listade i Catalogue of Life.